# Jeffrey H. Schwartz
Jeffrey Hugh Schwartz (* 6. März 1948 in Richmond, Virginia) ist ein US-amerikanischer Paläoanthropologe und Professor für Anthropologie an der University of Pittsburgh in Pittsburgh, Pennsylvania. Er wurde in Fachkreisen international bekannt durch seine evolutionsbiologischen Studien und Theorien zur frühen Entwicklung der Primaten und zur Stammesgeschichte des Menschen.

## Forschung
Jeffrey H. Schwartz studierte Naturwissenschaften am Columbia College der Columbia University in New York City, wo er 1969 den Bachelor-Grad erwarb. An der gleichen Universität bestand er danach das Master-Examen, und 1974 erwarb er dort ebenfalls den Doktorgrad im Fachgebiet Anthropologie.
Aufgrund seiner morphologischen Studien von afrikanischen und asiatischen Fossilien der Gattung Homo kam er zu dem Ergebnis, dass die von der Mehrzahl der Forscher zu Homo erectus gestellten Funde – getrennt nach Kontinenten – als unterschiedliche Arten bezeichnet werden sollten. Gemeinsam mit Ian Tattersall versuchte er ferner Kriterien zu entwickeln, anhand derer der anatomisch moderne Mensch (Homo sapiens) von früheren, fossilen Arten abgegrenzt werden könnte.
Umstritten ist in Fachkreisen Schwartz’ Interpretation der anatomischen Merkmale der Orang-Utans, die seiner Auffassung zufolge mehr gemeinsame Merkmale mit dem anatomisch modernen Menschen teilen als Schimpansen und Mensch.

## Schriften (Auswahl)
- Race and the odd history of human paleontology. In: Anatomical Record. Part B: The New Anatomist. Band 289B, Nr. 6, 2006, S. 225–240, doi:10.1002/ar.b.20119, Volltext
- mit  Ian Tattersall, Ralph L. Holloway, Douglas C. Broadfield, Michael S. Yuan: The Human Fossil Record. 4 Bände, Wiley-Liss, 2002–2005.
- mit Ian Tattersall: Extinct Humans. Basic Books, 2005, ISBN 978-0-8133-3918-4
- Sudden Origins: Fossils, Genes, and the Emergence of Species. Wiley, 1999, ISBN 978-0-471-32985-5
- mit Ian Tattersall: Hominids and hybrids: The place of Neanderthals in human evolution. In: PNAS. Band 96, Nr. 13, 1999, S. 7117–7119, doi:10.1073/pnas.96.13.7117, Volltext (PDF)
- The Red Ape: Orangutans and Human Origins, Revised and Updated. Basic Books, 2005, ISBN 978-0-8133-4064-7

## Belege
1. ↑  The Thinkers: Pitt anthropologist thinks Darwin's theory needs to evolve on some points. In: Pittsburgh Post-Gazette vom 29. Mai 2006.
2. ↑  Jeffrey H. Schwartz: Getting to Know Homo erectus. In: Science. Band 305, Nr. 5680, 2004, S. 53–54; doi:10.1126/science.1099989.
3. ↑  mit Ian Tattersall: Fossil evidence for the origin of Homo sapiens. In: American Journal of Physical Anthropology. Band 143, Supplement 51 (= Yearbook of Physical Anthropology), 2010, S. 94–121, doi:10.1002/ajpa.21443.
4. ↑  Pitt prof: Orangutans, not chimps, our closest relative. In: Pittsburgh Post-Gazette vom 18. Juni 2009.

| Personendaten    | Personendaten                       |
| ---------------- | ----------------------------------- |
| NAME             | Schwartz, Jeffrey H.                |
| ALTERNATIVNAMEN  | Schwartz, Jeffrey Hugh              |
| KURZBESCHREIBUNG | US-amerikanischer Paläoanthropologe |
| GEBURTSDATUM     | 6. März 1948                        |
| GEBURTSORT       | Richmond (Virginia)                 |